# محمد هارون
محمد هارون (13 أبريل 1949-22 مايو 1996)  يُعتبر من بين أوائل المسلحين الذين أسسوا منظمة القوات البربرية (بالفرنسية: OFB - Organisation des Forces Berbères)‏.

## الحياة المُبكّرة
وُلد محمد هارون بقرية تيفريت في أقبو بولاية بجاية، والده هو الرقيب الطاهر هارون الذي قتله الجيش الفرنسي في العام 1958، أمّا والدته فهَي زهوة آيت بساي التي تُوفيت في حادث مرور أثناء ذهابها لزيارته في سجن لامبيز بولاية باتنة.
في سن الحادية عشرة؛ بدأّ هارون دراسته الأولى في ثكنة للجيش الفرنسي حيث تلقى تعليما فرنسيّ النمط ثمّ عمل فيما بعد في حضانة للأطفال في سطيف قبل أن يتلحقَ بثانوية التعليم التقني في العلمة وتحصّل على شهادة الكفائة المهنية منها.
التحق بمتقنة دلس حيث تحصل على شهادة التحكم وشهادة البكالوريا التقنية في عام 1968؛ ممّا أتاحَ له فرصة التسجيل في كلية الجزائر المركزية. حاول إلى جانب أشخاص آخرين وضع أُسسٍ للغة البربرية من خلال قواعد ومفردات اللهجة القبائلية لكنّ اقتراح رُفض من طرف نظام الرئيس هواري بومدين الذي اعتبرَ ما جاء بهِ محمد «ديكتاتورية لغوية».

## مخططه
بدأ عمله داخل صفوف التلاميذ في متقنة دلس، وذلك بنشر أفكاره الداعية للهوية البربرية داخل المجتمع الجزائري ذي الأغلبية العربية و، وجد حينها مقاومة فكرية وصعوبة في إقناع زملائه ما عدا البعض الذين استطاع التأثير فيهم، فلما لاحظت إدارة المتقنة نشاطاته أرسلت له ولأوليائه تحذيرات، وبعد إصراره على سلوكه أقدمت على فصله بصفة نهائية.
سافر إلى فرنسا في سنة 1974، وإلتقى بأعضاء في الأكاديمية البربرية والتي أسستها فرنسا بعد استقلال الجزائر، حينها استطاع إلى جانب أصدقاء آخرين من بينهم إسماعيل مجبر، أن يحرروا مجلات ثقافية هدفها بعث الهوية البربرية لكن بأساليب وُصفت بأنها تدعوا للفتنة والتحريض على التمرد، فكانت ثمار هذا العمل هو تأسيسهم لمنظمة مسلحة اسمها منظمة القوات البربرية ومجلة أثماتن لسان حال هذه المنظمة، والتي تحمل معنى (الإخوة).
على أرض الجزائر وفي 3 من شهر يناير 1976، إبتدأ المخطط لمحمد هارون ومنظمته، حيث أقدم على وضع قنبلة داخل المحكمة العسكرية في قسنطينة وعمد زميله حسين شرادي على وضع قنبلة أخرى داخل مقر صحيفة المجاهد، إنفجرت القنبلتان في نفس اليوم وخلفتا العديد من القتلى والجرحى بالإضافة إلى الأضرار المادية. أما القنبلة الثالثة فكلف بوضعها إسماعيل مجبر داخل المحكمة العسكرية في وهران، لكنه  اعتقاله قبل إتمام المهمة.
يدعي البربريست الجزائريون (أصحاب النعرة القومية البربرية) منذ استقلال الجزائر سنة 1962، أنه ليس لديهم علاقة مع أعداء الجزائر وأنهم معارضون للنظام الجزائري، ولكن هذا الإدعاء تحوم حوله الشكوك من قبل أطراف أخرى في الجزائر الذين استغربوا كيف تمكن محمد هارون ورفاقه من إدخال هذه المتفجرات إلى بنايات حكومية مهمة مثل هذه لولا أن لهم علاقاتهم الوطيدة بمفاصل الدولة.

## توقيفه
ألقي القبض على محمد هارون في 5 من شهر يناير 1976، ثم قدم إلى محكمة أمن الدولة في 2 مارس 1976 وحُكم عليه بالسجن مدى الحياة، أمضى في السجن 11 عامًا ثم عفت عنه الدولة الجزائرية بتاريخ 5 مارس 1987 في عهد الرئيس الشاذلي بن جديد.

## الإرهاب المسكوت عنه
تعتبر منظمة القوات البربرية (بالفرنسية: OFB )‏ إلى جانب جبهة القوى الاشتراكية (بالفرنسية: Front des Forces Socialistes: FFS)‏، أول منظمتين استعملتا السلاح من أجل الوصول إلى السلطة في تاريخ الجزائر الحديث، الأولى نشطت في فترة السبعينات من القرن العشرين والثانية أشعلت حرب تمرد أريقت فيها دماء الجزائريين غداة الاستقلال سنة 1963.

## وفاته
توفي محمد هارون في 22 مايو 1996 بمدينة أقبو من ولاية بجاية الجزائرية.